# Сонам Йозер
Сонам Йозер (нар. 20 жовтня 1994, Пунакха, Бутан) — бутанський футболіст, центральний півзахисник клубу «Тхімпху Сіті» та національної збірної Бутану.

## Клубна кар'єра
Футбольну кар'єру розпочав 2013 року у клубі «Єедзін». 31 грудня 2013 року приєднався до «Уг'єн Академі». 30 червня 2015 року перейшов до «Друк Юнайтед». У Кубку АФК дебютував за «Тхімпху Сіті» у поєдинку проти «Клуб Валенсії».

## Кар'єра в збірній
У футболці національної збірної Бутану дебютував 6 вересня 2013 року (у 18 річному віці) у поєдинку Чемпіонату Південної Азії проти Шрі-Ланки.